# Tal Afar (distrikt)
Tal Afar (kurdiska: Tele‘fer, تەلەعفەر) är ett distrikt i Irak. Huvudort är orten med samma namn. Det ligger i provinsen Ninawa, i den norra delen av landet, 400 km nordväst om huvudstaden Bagdad. Arean är 4 453 kvadratkilometer.